# María Pagés

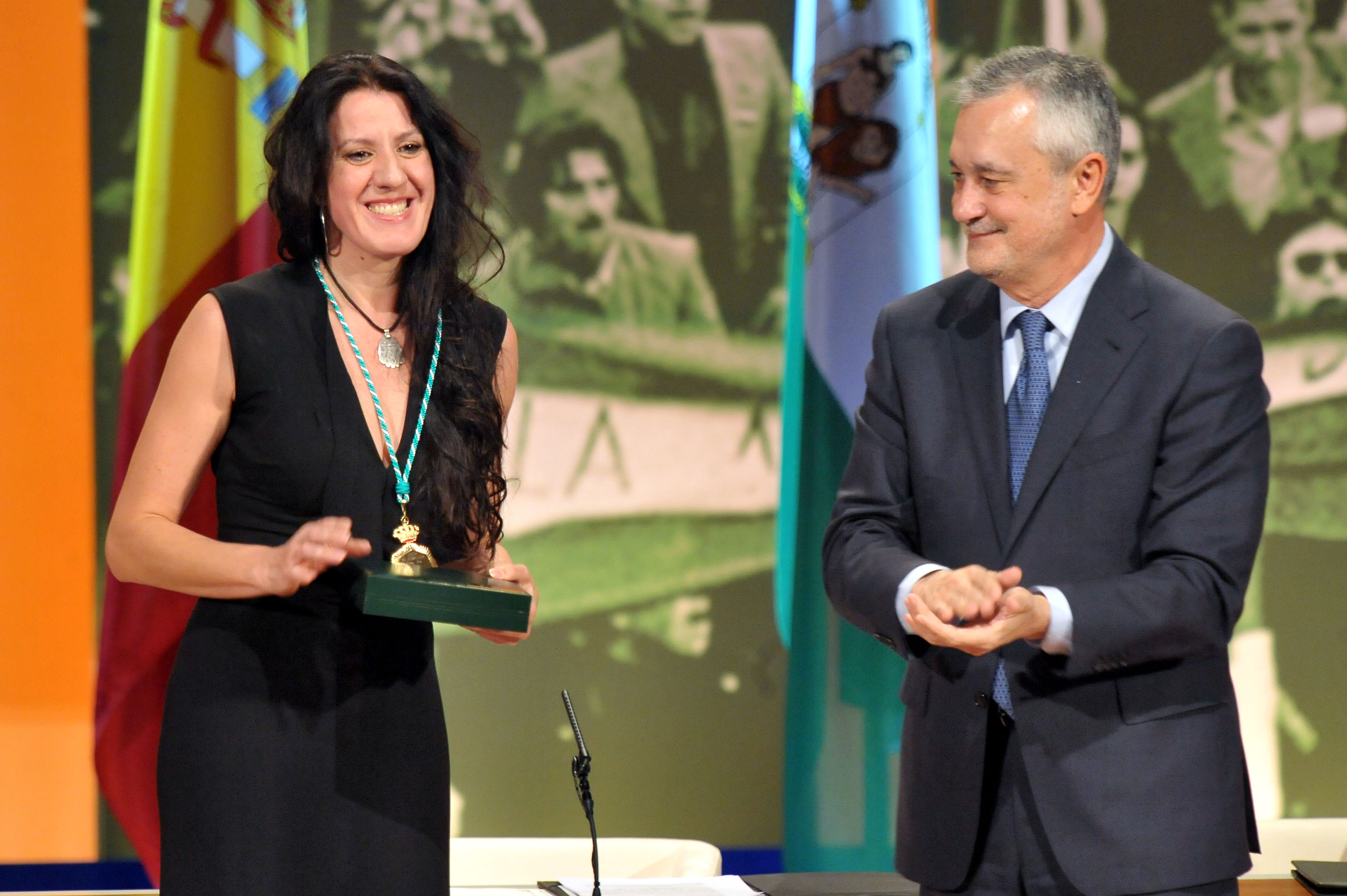
María Pagés erhält die andalusische Ehrenmedaille vom andalusischen Präsidenten José Antonio Griñán, Februar 2011

María Jesús Pagés Madrigal (* 28. Juli 1963 in Triana) ist eine spanische Flamenco-Tänzerin und Choreografin.
2022 erhielt Pagés den Prinzessin-von-Asturien-Preis für Kunst.

## Künstlerische Bedeutung
José Luis Navarro García sieht in María Pagés eine der prägenden Persönlichkeiten des Flamenco-Tanzes. Mit La Tirana habe sie eines der Meisterwerke des zeitgenössischen Flamencos geschaffen. Darüber hinaus habe sie dem Flamenco neue Wege geöffnet und gezeigt, dass es für die Danza jonda, den klassischen, ernsthaften Flamenco-Tanz, keine Grenzen gebe. Sie habe dem Taranto ihre eigenen Ideen aufgeprägt, indem sie ihn beispielsweise zu einer Arie von Vincenzo Bellini oder einem Lied von Tom Waits tanzte. Mit ihrer Kreativität habe sie neue Pfade für den Tanz von morgen geöffnet, mit ihrem tänzerischen Können und ihrem kreativen Mut beweise sie international das hohe Niveau des zeitgenössischen Flamencos.

## Leben und Werk

### Anfänge und frühe Karriere
Ihren eigenen Worten zufolge hat María Pagés bereits mit vier Jahren zu tanzen begonnen. Den Rhythmus habe sie sich mit Kastagnetten und mit ihren Schuhsohlen eingeprägt. Bei Manolo Valdivia lernte sie die ersten Tanzschritte. Sodann schrieben ihre Eltern sie in der Akademie von Adelita Domingo ein. Bei Matilde Coral, María Magdalena, Antonio Gades, Cristina Hoyos, Manolo Marín, El Güito und Manolete perfektionierte sie ihr Können in Bezug auf Ausdruck, tänzerische Technik und Bühnenpräsenz. Parallel studierte sie am Conservatorio Superior de Música y Escuela de Arte Dramático in Córdoba.
Mit 15 Jahren begann ihre professionelle Laufbahn. Sie trat bei den Jueves Flamencos bei Radio Sevilla auf und im Corral de la Morería in Madrid. 1979 wurde sie Mitglied des Balletts von María Rosa. Mit dieser Kompanie reiste sie nach Japan, Frankreich, Russland, Deutschland und Italien. 1981 tanzte sie beim Theaterfestival von Madrid. Ein Jahr später vertrat sie Spanien bei der Semana Internacional Española (‚Internationale spanische Woche‘), die das Außenministerium und das Tourismus-Ministerium gemeinsam in Paris, London, Kopenhagen, Zagreb, Jerusalem, Tel Aviv und Istanbul inszenierten. 1983 trat sie in dem italienischen Fernsehfilm La Bella Otero unter der Regie ihres späteren Ehemannes José María Sánchez auf.
Ein Jahr später trat sie der Kompanie von Antonio Gades bei. Mit ihr trat sie in Carmen, El amor brujo und Bodas del Sangre in Nebenrollen auf. 1986 wechselte sie zum Ballett von Rafael Aguilar. Dort nahm sie teil an den Aufführungen von dessen Stück Diquela de la Alhambra. Das innovative Stück gewann beim Festival von Venedig den Preis als beste Show-Darbietung. 1987 tanzte sie beim Encuentro Cultural de Otoño (‚Kulturelles Herbst-Treffen‘) in Córdoba. Im selben Jahr trat sie in der italienisch-französisch-spanischen Fernseh-Produktion Hemingway, fiesta y muerte auf. 1988 tanzte sie sich beim Jugendwettbewerb der Flamenco-Biennale von Sevilla ins Finale, gewann jedoch keinen Preis. 1988 bereiste sie mit dem Zyklus Conocer el Flamenco die Orte ihrer Heimatprovinz Andalusien.

### Ballet María Pagés
1990 wagte sie den Schritt, ihre eigene Kompanie zu gründen: das Ballet María Pagés. Es bestand anfangs aus vier jungen Tänzern und drei jungen Tänzerinnen, mit wechselnder musikalischer Besetzung. Manolo Marín unterstützte die Gruppe; mit seinen Choreographien brachte sie ihr erstes Stück Sol y Sombra auf die Bühne.
In den folgenden Jahren wechselten sich Soloauftritte mit Auftritten in ihrem Ballettensemble ab. Bei der Biennale von 1990 in Sevilla beeindruckte sie mit einem Taranto. Mit ihrer Kompanie bereiste sie Italien. In der Fernsehreihe Arte y Artistas Flamencas beim Sender TVE trat sie in der Sendung La puerta del cante auf. Als eingeladene Künstlerin trat sie 1992 beim Kunst- und Kulturfestival im chinesischen Macau auf. In der Kompanie von Mario Maya tanzte sie in El Amor Brujo und in Tres movimientos flamencos. Mit Manolo Marín arbeitete sie an der Choreografie von Azabache von Gerardo Vera. Die größte Außenwirkung und die größte Bedeutung für ihre künftige Laufbahn hatten jedoch ihre Choreografie Tango und ihr Auftritt in der Suite Sevilla.
Tango war die erste eigene große Choreografie von María Pagés. Das Stück umfasst die Gesamtheit der Palos des Flamencos mit geradem Rhythmus. Es bezieht in anregender Weise Musikstile Lateinamerikas ein. Zum ersten Mal wurden in ihm Flamenco-Schritte zu Tangos von Astor Piazzolla getanzt. Unter der Regie von José Luis Ortiz Nuevo wurde Tango 1992 auf der Biennale von Sevilla uraufgeführt.
Die Suite Sevilla des irischen Komponisten Bill Whelan war der irische Beitrag zur Expo 1992 in Sevilla. Die Uraufführung fand im März 1992 in der National Concert Hall in Dublin statt. Am 4. Oktober wurde die Suite im Teatro de la Maestranza zur Feier des Irland-Tages bei der Expo aufgeführt. María Pagés tanzte Flamenco zu Musik keltischen Ursprungs und trat gemeinsam mit Michael Murphy auf. Diese Darbietung sollte ihr drei Jahre später den Zugang zu Riverdance ebnen, dem Engagement, das sie weltweit bekannt machen sollte.
Als Beitrag zur Biennale von Sevilla 1994 brachte sie mit ihrer Kompanie De la luna al viento auf die Bühne. Das Stück bot ein musikalisches und tänzerisches Porträt Andalusiens, eines Andalusien, das über das Mittelmeer offen ist für Einflüsse von außen. So verwendete sie Verse des andalusischen Dichters Federico García Lorca und Musik von Rafael Riqueni (auch Rafael Riqueni del Canto; * 1967 in Sevilla) und José María Gallardo Del Rey, bezog aber auch Melodien und Rhythmen des Florentiners Mario Castelnuovo-Tedesco ein. Bei der Choreografie half ihr Manola Marín; José María Sánchez führte erneut Regie. Dazu spielten José María Gallardo und Rafael Riqueni Gitarre, Manuel Soler gab den Rhythmus, Adrián Rodríguez spielte Cello und Carmen Linares und der Chor der Cámara Santa Cecilia sangen. María Pagés tanzte alle Nummern mit – vom beispielhaften Taranto zu Beginn bis zu den Sevillanas am Ende der Aufführung.
José Luis Navarro García sieht in dem Stück eine prachtvolle Synthese von Kreativität und Sinnlichkeit auf der einen Seite und Form und Stil auf der anderen Seite. Auch generell waren Kritiker und Publikum begeistert. Zur allgemeinen Enttäuschung wurde das Stück nur wenige Male aufgeführt.

### Riverdance
1995 folgte sie der Einladung, als erste Solotänzerin der Gruppe Riverdance beizutreten. Im Gegensatz zu den Gruppentänzerinnen, die „mit der Präzision einer Schweizer Uhr“ synchron springen und ihre Füße aufs Parkett trommeln, trug sie mit ihren eigenen Solotänzen zum Programm der Kompanie bei – einem Programm, das beispielhaft für die Globalisierung in der Kunst steht. Zu den traditionellen irischen Grundlagen fügt Riverdance unbekümmert andere Folklorestile und Fußtechniken mit ganz anderer ästhetischer Tradition, beispielsweise das russische Ballett von Igor Moissejew, den afroamerikanischen Tap und den Flamenco von María Pagés. Im Fire Dance tanzte sie im Gegenlicht in engem rotem Kleid – sinnlich und provozierend körperbetont, in scharfem Kontrast zu den strengen Reihentänzen der übrigen Kompanie.
Mit Riverdance hatte María Pagés hunderte von Auftritten, darunter in Dublin, London, New York, Chicago, Los Angeles, Boston, Toronto und Osaka. Wie sie selbst zugibt, verdankt sie Riverdance ihre weltweite Berühmtheit. Ihren eigenen Worten zufolge schmerzt es sie ein wenig, dass sie dadurch im Ausland bekannter ist als in ihrem eigenen Heimatland.
In Galway und in Deutschland trat sie 1995 mit der Show María Pagés en Concierto auf. In Berlin und beim Flamenco-Festival von Madrid tanzte sie Por Tarantos, und im Film Flamenco von Carlos Saura ist sie im Gegenlicht hinter einer durchscheinenden weißen Fläche in kunstvoll stilisierten Bewegungen einer Patenera zu sehen.

### El Perro andaluz. Burlerías
1996 gab Juan Antonio Maesso bei ihr eine Choreografie für die Compañía Andaluza de Danza in Auftrag. Er gab ihr freie Hand, sie nach eigenen Vorstellungen zu gestalten und im Tanz ihre eigene Persönlichkeit auszudrücken. So entstand El perro andaluz. Burlerías (sic) in Anlehnung an den gleichnamigen Film von Luis Buñuel und Salvador Dalí. Das Stück wurde im Mai 1996 in Córdoba uraufgeführt. Wie zuvor Luis Buñuel mit seinem Film, so brach auch María Pagés mit ihrer Choreografie mit den Schemen und Bindungen der Vergangenheit:

«Mi intención es demostrar que la expresividad de la danza flamenca no tiene limites y debe superar esquemas, tópicos y, sobre todo, prejudicios.»

„Meine Absicht ist, zu zeigen, dass die Ausdrucksfähigkeit des Flamenco-Tanzes keine Grenzen kennt; dass sie Schemen, Themen und vor allem Vorurteile überwinden muss.“

Mit dieser Inszenierung brachte María Pagés auch einen Schuss Humor in den sonst so ernsten Flamenco, was sich schon in dem absichtlich falsch geschriebenen Untertitel Burlerías (statt Bulerías) zeigt. Zur Musik von Tom Waits schafft das Stück mitunter die Stimmung einer fröhlichen Fiesta.
Mit Musik von Sonia Wierder-Atherton, Daria Honora, Peter Gabriel, Astor Piazzolla und Tom Waits entstand unter der Regie von José María Sánchez eine rhythmische und tänzerische Collage, heterogen und strahlend. In den Flamenco-Tanz flossen Skizzen und technische Elemente aus Jazz und modernem Ballett ein. Noch im Jahr der Erstaufführung erhielt es den spanischen Premio Nacional de Coreografía. Die Compañia Andaluza de Danza und María Pagés’ eigene Kompanie führten das Stück in den folgenden Jahren viele Male auf der ganzen Welt auf.

### La Tirana. El fantasma del museo
Bemerkenswerte persönliche Auftritte von María Pagés waren 1996 ihr Tanz in Noche de seis temblores unter der Regie von José Luis Ortiz Nuevo sowie ihr Taranto in Estrellas de la Bienal II. 1997 schuf María Pagés die Choreografie für Yerma unter der Regie von Miguel Narros. Zur Musik von José Antonio Rodriguez choreografierte sie eine Farruca, einen Garrotín und eine Serie von Jaleos, die beispielhaft die historische Entwicklung des Jaleo vom Jaleo de Jerez bis zu den heutigen Jaleos der Extremadura zeigt.
Ferner wurde sie als Direktorin der Compañia Andaluza de Danza berufen. Sie gab diesen Posten jedoch wenige Monate später wieder auf, da sie den Eindruck hatte, dass der Kompanie nicht die Mittel zur Verfügung gestellt wurden, die sie brauchte, um ihr hohes künstlerisches Niveau zu halten.
Vor 2.000 Zuschauern inszenierte sie im September 1998, bei der Flamenco-Biennale von Sevilla, einen Höhepunkt in der jüngeren Geschichte des Flamencos: La Tirana. El fantasma del museo (deutsch: Die Tyrannin. Das Phantom des Museums). Als sich der Vorhang hob, begann die Vorstellung mit den Rhythmen von Bill Whelan mit einem Tanz im Anklang an Riverdance. Es folgten tänzerische Interpretationen von Gemälden von Francisco de Goya. In Szene gesetzt wurden Die Erschießung der Aufständischen, Zwei Majas auf einem Balkon, Der Koloss, Die Familie Karls IV., Das Begräbnis der Sardine, Der Sonnenschirm und Das blinde Huhn.
Die Interpretation fragt nach den Geschichten hinter den Bildern. Was passiert, wenn sich die Museumsportale schließen, wenn die Besucher verschwunden sind? Was tun die Königsfamilien, die Herrscher, die Schönheiten, die Dorfbewohner, ihre Esel und Pferde, die Geistlichen, die Verrückten, die bleichen Dorfkinder inmitten von Trunkenbolden? Sind sie des Nachts ebenso zur Unbeweglichkeit verdammt wie tagsüber? Die Musik umfasste ein immenses zeitliches und kulturelles Spektrum, vom Barock bis zur Moderne, von Amerika über Europa bis zu Fernost. Gespielt wurden Stücke von Johann Pachelbel, Vincenzo Bellini, Franz Schubert, Joseph Kosma, Johnny Mercer, Astor Piazzolla, Gene Kelly, Bill Whelan, Kiko Veneno, Juan Manuel Cañizares und Eileen Ivers.
Wenn sie irgendeine Musik höre, die sie zu Tränen rühre, dann habe sie das Bedürfnis, dazu zu tanzen, und sie könne nun mal nichts anderes tanzen als Flamenco, beschrieb María Pagés ihre Motivation. Daraus folgt ihr Drang, die Grenzen des Flamencos auszuweiten:

«Siempre he tenido una inquietud por confrontar el flamenco con otras artes.»

„Ich spürte stets eine Unruhe, den Flamenco mit anderen Künsten zu konfrontieren.“

José Luis Navarro García rühmt die starke Emotionalität der Darbietung: Sie sei betörend gewesen, warmherzig, teilweise zu Tränen rührend, aber auch humorvoll. María Pagés selbst betonte ihr spielerisch-humorvolles Arbeitsprinzip:

«Podemos jugar y podemos reírnos también con el flamenco; el flamenco no es sólo el drama, o la pesadumbre, o la tragedia; (…) no estamos toda la vida llorando, sufriendo o lamentándonos.»

„Wir können spielen und können auch zum Flamenco lachen; der Flamenco ist nicht nur Drama, Schwermut oder Tragödie; (…) wir sind nicht das ganze Leben am Weinen, Leiden und Wehklagen.“

Einige orthodoxe Flamenco-Anhänger nannten La Tirana einen aberwitzigen Unsinn. Die Mehrheit der Kritik lobte es jedoch als sinnlichen Genuss, als frischen Wind von Vitalität und Erneuerung. Nach der Uraufführung in Sevilla wurde das Stück auf den bedeutenden Bühnen und Festivals Spaniens aufgeführt. Anschließend reiste es um die Welt; mit Aufführungen unter anderem in Washington DC, München, New York, Boston, Tokio, Osaka, Nagoya, Paris und London, in China, Italien und Israel.

### Flamenco Republic
1999 nahm das madrilenische Teatro Bulevar de Torrelodones María Pagés’ Kompanie als compañia residente unter Vertrag. Dieses feste Engagement bedeutete eine lang ersehnte sichere Grundlage für die weitere Arbeit – und für ihr nächstes kühnes Projekt: Flamenco Republic.
Mit Flamenco Republic wendete sich María Pagés zurück zum Jondo (jondo ‚innig, ernst‘), den klassischen, ernsten Wurzeln. Das Stück ist eine Hommage an große Stimmen des Flamencos, an Rosalía de Triana, an Manuel Vallejo und an Pastora Pavón. Gleichwohl finden sich auch in diesem Stück humorvolle Elemente, beispielsweise in den Sevillanas, die in vielen Szenen eingebunden sind. In einer Szene namens Percusiones wird eine steife, übellaunige Lehrerin parodiert, die ihren Schülerinnen die Handhabung des Fächers beibringen will – gefolgt von einem sprühenden tänzerischen Disput mit Manuel Soler; sie mit Palillos und er mit einem Stock und mit Zapateados.
Flamenco Republic wurde im Februar 2001 beim Flamenco-Festival von New York uraufgeführt. Das Stück ist offen konzipiert, so dass bei unterschiedlichen Aufführungen unterschiedliche Künstler auftreten können, die die Freiheit haben, eigene Interpretationen einzubringen. So entwickelte es sich von Aufführung zu Aufführung weiter. Als Glanzpunkte hebt José Luis Navarro García den Garrotín hervor, den Maria Pagés selbst tanzte, die Farruca, getanzt von der Kompanie, María Pagés’ Interpretation der Alegrías mit virtuoser Führung ihres Mantón de Manila sowie ihre schnörkellose, stilechte Seguiriya.

### Canciones para antes de una guerra
In den Jahren ab 2000 unternahm María Pagés weltweit große Tourneen, namentlich nach Nordamerika, Japan und Italien, und stärkte so ihr Renommee als Vertreterin des innovativen Flamencos. Anlässlich der Amtseinführung von George W. Bush als Präsident der USA trat sie im Weißen Haus auf. Immer wieder spielten bei ihren Reisen La Tirana und El perro andaluz eine wichtige Rolle. 2002 erhielt sie den Premio Nacional de Danza „für ihre zeitgemäße, dynamische und kinematographische innovative choreografische Konzeption des Flamenco“.
Ihren Jahresabschluss setzte sie 2002 mit dem Stück Ilusiones F.M im Teatro de la Zarzuela in Madrid. Das Stück zeigt, in Anlehnung an Charles Perraults Märchen Cendrillon, die Parodie einer herrschaftlichen Hochzeit: Dienstboten spielen Stück für Stück die Szenen nach, von denen sie aus dem Radio erfahren.
Die Kriege in Afghanistan und im Irak motivierten María Pagés zur Schöpfung von Canciones para antes de una guerra (‚Lieder, zu singen vor einem Krieg‘). Ihrer Ansicht nach waren die Kriegsziele zweifelhaft und die Invasionen der USA unsinnig. Das Stück, auch bekannt unter dem Titel El bazar de las ideas, versteht sich als Aufruf gegen Krieg und institutionelle Gewalt. Der Titel nimmt Bezug auf einen Film von Basilio Martín Patino von 1971, Canciones para después de una guerra (‚Lieder, zu singen nach einem Krieg‘), der das Spanien der Nachkriegszeit charakterisiert. Weitere Ideen für das Stück schöpfte María Pagés aus Manuel Vázquez Montalbáns Sammlungen Cancionero general del franquismo und Cien años de canción y music hall.
María Pagés sieht sich in der Pflicht, mit ihrer Kunst in ihrer Zeit zu stehen und Einfluss zu nehmen:

«(…) creo que no podemos vivir en una nube del arte, fuera de lo que pasa en el mundo. Tenemos la misión de reflejar un sentimiento, una situación. Era una auténtica necesidad, no podia resistirme a no decir nada sobre lo que está ocurriendo en el mundo.»

„(…) ich glaube, dass wir nicht in einer Wolke der Kunst leben können, außerhalb des Weltgeschehens. Wir haben die Aufgabe, ein Gefühl, eine Situation widerzuspiegeln. Es ist eine echte Notwendigkeit; ich konnte es nicht aushalten, zu dem, was in der Welt vorgeht, zu schweigen.“

Im Dezember 2003 inszenierte sie unter der Regie von José María Sánchez die Premiere auf der Heimatbühne ihrer Kompanie, im Teatro Bulevar de Torrelodones in Madrid. Es sangen die Südafrikanerin Tsidii Le Loka und Concha Piquer zu Versen von Antonio Machado und Miguel Hernández. Das Lied Nanas de la Cebolla (‚Wiegenlieder der Zwiebel‘) widmete María Pagés ihrem Sohn Pancho.
Canciones para antes de una guerra wurde bei der Flamenco-Biennale von Sevilla mehrfach ausgezeichnet. Es bekam die Preise für die beste Choreografie, die beste künstlerische Leitung und die beste Tanzgruppe zugesprochen.

### Leben und Arbeit seit 2006
Das Stück Sevilla, 2006 in Tokio uraufgeführt, ist eine Widmung an ihre Geburtsstadt:

«En Sevilla hablo de lo trágico y lo cómico, de lo irónico, de las ceremonias religiosas y paganas, de las academias de baile, de mi visión de la danza flamenca como danza universal, de todos esos símbolos que conformaron mi personalidad; recurriendo con orgullo a sus poetas, sus cantaores, a sus grandes artistas de una cultura milenaria, conocidos o anónimos de un pueblo con un sentido estético rico y particular, profundamente barroco.»

„In Sevilla spreche ich vom Tragischen und vom Komischen, vom Ironischen, von den religiösen und heidnischen Zeremonien, von den Tanzakademien, von meiner Vision des universellen Flamenco-Tanzes, von all jenen Symbolen, die meine Persönlichkeit ausmachen. Mit Entzücken verweise ich auf Sevillas Dichter, ihre Sänger, ihre großen Künstler einer uralten Kultur, Berühmte und Anonyme eines Volkes mit einem reichen, besonderen ästhetischen Gespür von tief barockem Wesen.“

Sevilla ist reich an Gegensätzen: Musik von Dmitri Schostakowitsch tritt in Dialog zu Bulerías, Carmen von Georges Bizet zur Debla von Tomás Pavón, La Saeta von Joan Manuel Serrat zu Amargura von Font de Anta, Puerta de Triana von Rafael Riqueni zu Banderillas de tinieblas von José María Gallardo.
Im Juni 2006 starb ihr Ehemann José María Sánchez, der sie bei ihren Produktionen seit 1994 als Regisseur begleitet hatte. Aus der Ehe war ein einziges Kind, Pancho, geboren worden.
2007 erbat Mikhail Baryshnikov von ihr ein choreografisches Selbstporträt zur Aufführung am Baryshnikov Arts Center in New York. María Pagés akzeptierte, und Self Portrait wurde im November 2007 uraufgeführt. Das Werk entwickelte sich weiter und wurde schließlich umbenannt in Autorretrato «Soy lo que bailo». Im Mai 2008 wurde es in Tokio und im September 2008 bei der Biennale von Sevilla aufgeführt. Im Februar 2008 präsentierte María Pagés in Sevilla Divinas palabras, eine Hommage an volkstümliche Dichtung, mit Tänzen zu Versen von José Saramago, Miguel Hernández, Antonio Machado, Atahualpa Yupanqui und zu volkstümlichen Gedichten. Im September desselben Jahres erhielt sie den Premio de la Cultura 2007 der Stadt Madrid.
Mit Utopía schuf sie 2012 eine choreografische Hommage an den Architekten Oscar Niemeyer. Erstmals beschrieb sie ihre Gedanken und ihre Arbeit in einem Buch. Das Buch Utopía wurde zunächst in gedruckter Form bei den Vorführungen verkauft und ist inzwischen zum Download auf der Website vom María Pagés verfügbar. 2013 unternahm sie eine sechs Monate dauernde Welttournee mit ihren Werken Sevilla, Autorretrato und Utopía.
Mit Siete golpes y un camino bot sie bei der Flamenco-Biennale 2014 eine Retrospektive ihrer Arbeit der letzten sieben Jahre. Erneut bezog sie sich in ihrer Musikwahl und Choreografie auf die spanische und internationale literarische Tradition. Neben Versen von Antonio Machado bestimmten solche von Miguel de Cervantes, Marguerite Yourcenar, María Zambrano, Charles Baudelaire und Pablo Neruda Rhythmus und Charakter der Tänze.

### Yo Carmen
Im August 2015 inszenierte sie mit Yo Carmen ihre persönliche Fassung eines vielfach interpretierten Themas. Sie bemerkte dazu:

«Nunca he creído que Carmen fuera una mujer libre, es un invento de los hombres, su historia la escribió un hombre y a lo largo de la historia ha sido un mito manipulado por el sexo masculino. Mi Carmen es diferente, es una mujer poliédrica, fuerte, débil, valiente, cobarde, mi heroína tiene la cara de todas las mujeres.»

„Niemals habe ich geglaubt, dass Carmen eine freie Frau sei, sie ist eine Erfindung der Männer, ihre Geschichte schrieb ein Mann und durch die Geschichte zog sich ein Mythos, der vom männlichen Geschlecht manipuliert wurde. Meine Carmen ist anders, eine Frau mit vielen Facetten, stark, schwach, kühn, feige, meine Carmen trägt das Antlitz aller Frauen.“

Sie fügte hinzu, dass es in Yo Carmen keinen José und keinen Torero gebe; ihre Heldin sei eine Frau, ein menschliches Wesen und nicht das Objekt männlicher Leidenschaften. Als Leitbilder habe sie Frauen im Auge gehabt, die sie in ihrem Leben beeindruckten: eine russische Schauspielerin in der Stalin-Ära, die Inhaberin eines Geisha-Hauses in Tokio, eine nigerianische Frau und die Tochter eines Aktivisten australischer Aborigines. Außerdem habe sie sich mit Hilfsorganisationen für misshandelte Frauen in Verbindung gesetzt. In zehn Szenen entwickelt sich die Geschichte von Yo Carmen zur Musik von Georges Bizet und zu eigens für das Stück komponierter Musik von Rubén Levaniegos. Die Liedtexte stützen sich unter anderem auf Gedichte von María Zambrano, Akiko Yosano, Margarite Yourcenar und Forug Farrojzad.

### Óyeme con los ojos
Im Dezember 2016 fand im Barceloner Mercat de les Flors die Premiere von Óyeme con los ojos statt. Der Titel nimmt Bezug auf das Gedicht Sentimientos de ausente von Juana Inés de la Cruz. Weitere mystische Gedichte von Luis de León, José Agustín Goytisolo, Rabindranath Tagore und von ihrem Ehemann und Dramaturgen El Arbi El Harti bilden das Thema des Stücks. Zum ersten Mal seit fast drei Jahrzehnten tanzte María Pagés wieder solo, ohne Begleitung einer Ballettkompanie, zum Gesang von Ana Ramón und Juan de Mairena. Die instrumentale Begleitung bildeten Rubén Levaniegos mit der Gitarre, Sergio Menem mit dem Violoncello und David Móñiz mit der Violine.
Das Stück beginnt mit einem a cappella gesungenen Martinete. Ganz in Schwarz gekleidet tanzt die Solistin dazu, das Zentrum der Bühne beherrschend, mit expressiven Armbewegungen, die eher dem modernen Tanztheater als dem Flamenco zu eigen sind. Es folgt eine Seguiriya, in der die Tänzerin in dunkelrotem und korallenrotem Flamencokleid auftritt. Sie selbst zitiert einmal im Laufe des Abends Verse, Palabras para Julia von José Agustín Goytisolo. Zum Finale tritt sie in grau-grünlicher Kleidung auf; mit ihren Bewegungen an einen ausladenden Baum erinnernd. Das Publikum spendete nach der Premiere stehend Beifall.

### Una oda al tiempo
Im April 2018 stellte María Pagés im madrinelischen Teatro del Canal ihr Werk Una oda al tiempo vor. Nachdem die ihre letzten Werke zuvor eher kammermusikalischen Charakter hatten, wendete sie sich mit diesem wieder dem mittelgroßen Ballett zu: Sie selbst als erste Tänzerin und jeweils vier weitere Tänzerinnen und Tänzer sowie sieben Musiker waren auf der Bühne präsent. Oda al tiempo entstand erneut in gemeinsamer Arbeit mit ihrem Ehemann El Arbi El Harti. Die Kritikerin Rosalía Gómez und der Kritiker Roger Salas sahen darin einen Zyklus, der die 12 Monate des Jahres vom Frühling bis zum Frühling in zwölf Szenen darstellt. Ein kraftvoller Auftritt mit einer Seguiriya, im roten Flamencokleid und mit Kastagnetten getanzt, leite den Frühling ein. Roger Salas rühmte auch ihren ausdrucksvollen Tanz mit dem Seidentuch, dem Mantón, in dem Stanzen von Pablo Neruda ihren Ausdruck fänden. María Pagés selbst sagte, Oda al tiempo stelle die Chronologie eines Tages vom Morgen bis zum Sonnenuntergang dar, und auch die Chronik eines menschlichen Lebens von der Geburt bis zum Tod. Die Musik von Rubén Levaniegos ließ einige Themen von Antonio Vivaldi und Georg Friedrich Händel durchschimmern. Im Tanz waren an einigen Stellen Zitate von Maurice Béjart zu erkennen.
Auch die Festivals von Peralada, von Santander, die Biennale von Lyon und die Biennale von Sevilla im September 2018 bestritt María Pagés mit diesem Stück.

### De Scheherazade a Yo, Carmen
2022 choreografierte sie brachte sie, zu einer Dramaturgie von Larbi El-Harti und eigener Choreografie, De Scheherazade a Yo Carmen auf die Bühne des Teatro del Liceu in Barcelona. Nach einer von ihr selbst getanzten Eröffnung treten 11 Tänzerinnen und Tänzer auf die Bühne. In einer Reise durch die Nacht von Sonnenuntergang bis Sonnenaufgang präsentieren sie die Abenteuer starker Frauenpersönlichkeiten wie Medea, Scheherezade, Carmen, Yerma und anderen.

### Centro Danza Matadero
2024 eröffnete sie gemeinsam mit ihrem Partner Larbi El-Harti das Centro Danza Matadero in Madrid. Die Bühne ist ausschließlich für Tanz-Vorstellungen in allen Variationen bestimmt: Zeitgenössischer Tanz, Flamenco, Urban Dance, spanischer Tanz und klassisches Ballett. Das Programm für die erste Saison sieht Auftritte von 48 spanischen und 8 ausländischen Kompanien vor, die insgesamt 66 Vorstellungen bestreiten sollen. Das jährliche Budget der Einrichtung beträgt 1,9 Millionen Euro. Sie selbst bekommt ein jährliches Gehalt von 85.000 €.

### Der Preis der Perfektion
In Le Monde schilderte Rosita Boisseau den Preis, den María Pagés für ihr Streben nach Perfektion zahlte: Nach intensivem Training und Auftritten seien ihre Zehen abends oft schwarz gewesen. Mehr als einmal sei ihr der große Zehennagel ausgefallen.